# Carlos Contreras Guillaume
Carlos Contreras Guillaume (Santiago del Cile, 2 ottobre 1938 – Puente Alto, 17 aprile 2020) è stato un calciatore cileno, di ruolo difensore.

## Carriera
Con la  Nazionale cilena ha preso parte ai Mondiali 1962.